# سگنیتی
سگنیتی یک شهرک در اریتره است که در منطقه جنوبی (اریتره) واقع شده‌است.